# Brigade des mœurs
Pour les articles homonymes, voir Brigade des mœurs (homonymie) et Vice Squad.
Brigade des mœurs ou police des mœurs est l'expression souvent utilisée pour évoquer le département d'un corps de police chargé des affaires relatives à certains crimes ou délits contraires à la moralité publique, aux bonnes mœurs ou à l'ordre des familles.
Selon les pays et la législation concernée, ce type de département peut par exemple être chargé des crimes et délits liés à :
- les agressions sexuelles,
- la prostitution,
- le proxénétisme,
- la pornographie,
- les stupéfiants,
- les boissons alcoolisées,
- les jeux de hasard,
- l'exhibitionnisme,
- la traite des êtres humains,
- l'habillement, dérives sectaires,
- la pédophilie, pédérastie et le masochisme.